# حمام صیدکلا
حمام صید کلا مربوط به دوره قاجار است و در شهرستان نور، بخش چمستان، دهستان ناتل رستاق، روستای صید کلا واقع شده و این اثر در تاریخ ۲۸ اسفند ۱۳۸۵ با شمارهٔ ثبت ۱۸۶۹۱ به‌عنوان یکی از آثار ملی ایران به ثبت رسیده است.